# 튀르키스탄 군단
튀르키스탄 군단(독일어: Turkistanische Legion)은 독일 국방군 소속 튀르크족 의용군단 중 하나였다. 1945년, 연합군에게 항복함으로써 해체되었다. 대부분의 병력들은 붉은 군대 포로였고, 독일군과 공동의 목적이 있었다. 이 군단의 창설은 누리 킬리길이라는 튀르크족들과 그들이 사는 국가와 땅을 하나의 튀르크 규율아래로 모으려고 한 범튀르크주의 이론가에 의해서 빠르게 이루어졌다.
튀르크족들이 비록 인종적으로는 열등하다고 독일인들에게 받아들여져 왔지만 그 태도는 1941년 가을에 바뀌었다. 소련 공격에 어려움을 겪자 튀르크족들의 반 소련감정을 정치적으로 이용하려 한 것이다.

## 역사
첫 튀르키스탄 대대는 1942년 5월에 동원되었다. 원래는 대규모였지만 1943년까지는 16개 대대의 16000명의 병사를 가진 사단급부대로 성장했다. 국방군의 명령으로 이 부대는 프랑스와 이탈리아 등 서부전선에만 배치되었고, 이 조치로 인해 붉은 군대와는 멀리 떨어지게 되었다.
튀르키스탄 군단의 몇몇 대대는 162 보병사단의 일부를 형성했고, 추축국 점령하 유고슬라비아에서 많이 활동했다.
대부분의 튀르키스탄 군단 병사들은 영국군에 의해서 소련으로 송환되었고 소련 정부는 그들을 처형하거나 금고형에 처했다.
유명한 구성원으로는 종전 후 서독에 정착했고 범튀르크주의의 대변자가 된 튀르크학자인 바이미르자 하이트가 있다.

## 같이 보기
- 아제르바이잔 군단
- 추축국부역
- 동부군 (독일 국방군)